# 古维约
古维约（法語：Gouvieux，法語發音：[ɡuvjø]）是法国瓦兹省的一个市镇，位于该省南部，属于桑利斯区。

## 地理
古维约（49°11'16"N, 2°24'58"E）面积23.25 平方千米，位于法国上法蘭西大區瓦兹省，该省份为法国北部内陆省份，北起索姆省，西接厄尔省和滨海塞纳省，南至塞纳-马恩省和瓦兹河谷省，东临埃纳省。
与古维约接壤的市镇（或旧市镇、城区）包括：圣勒代斯朗、瓦兹河畔博朗、瓦兹河畔普雷西、维莱苏圣勒、圣马克西曼、尚蒂伊、拉莫尔莱。

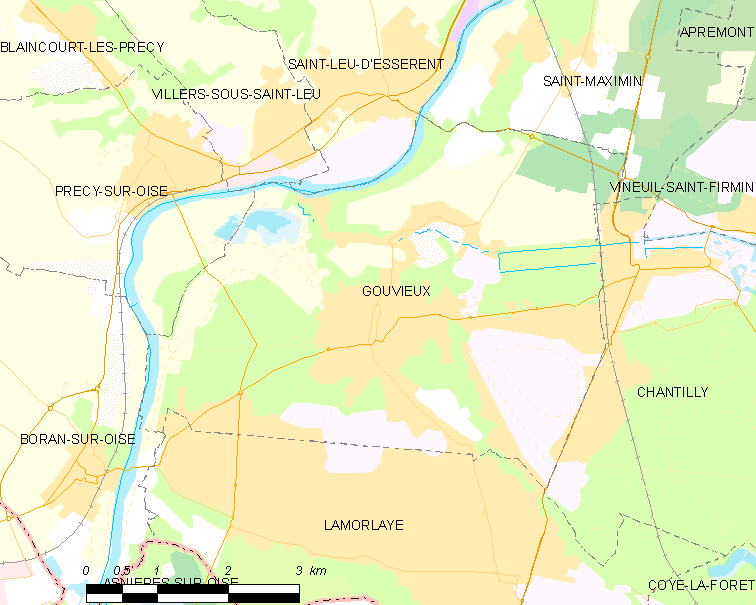
古维约的OSM定位图

古维约的时区为UTC+01:00、UTC+02:00（夏令时）。

## 行政
古维约的邮政编码为60270，INSEE市镇编码为60282。

## 政治
古维约所属的省级选区为尚蒂伊县。

## 人口

1962-2008年间古维约人口变化图示

古维约于2022年1月1日时的人口数量为8934人。